# 포르모자 고속공로

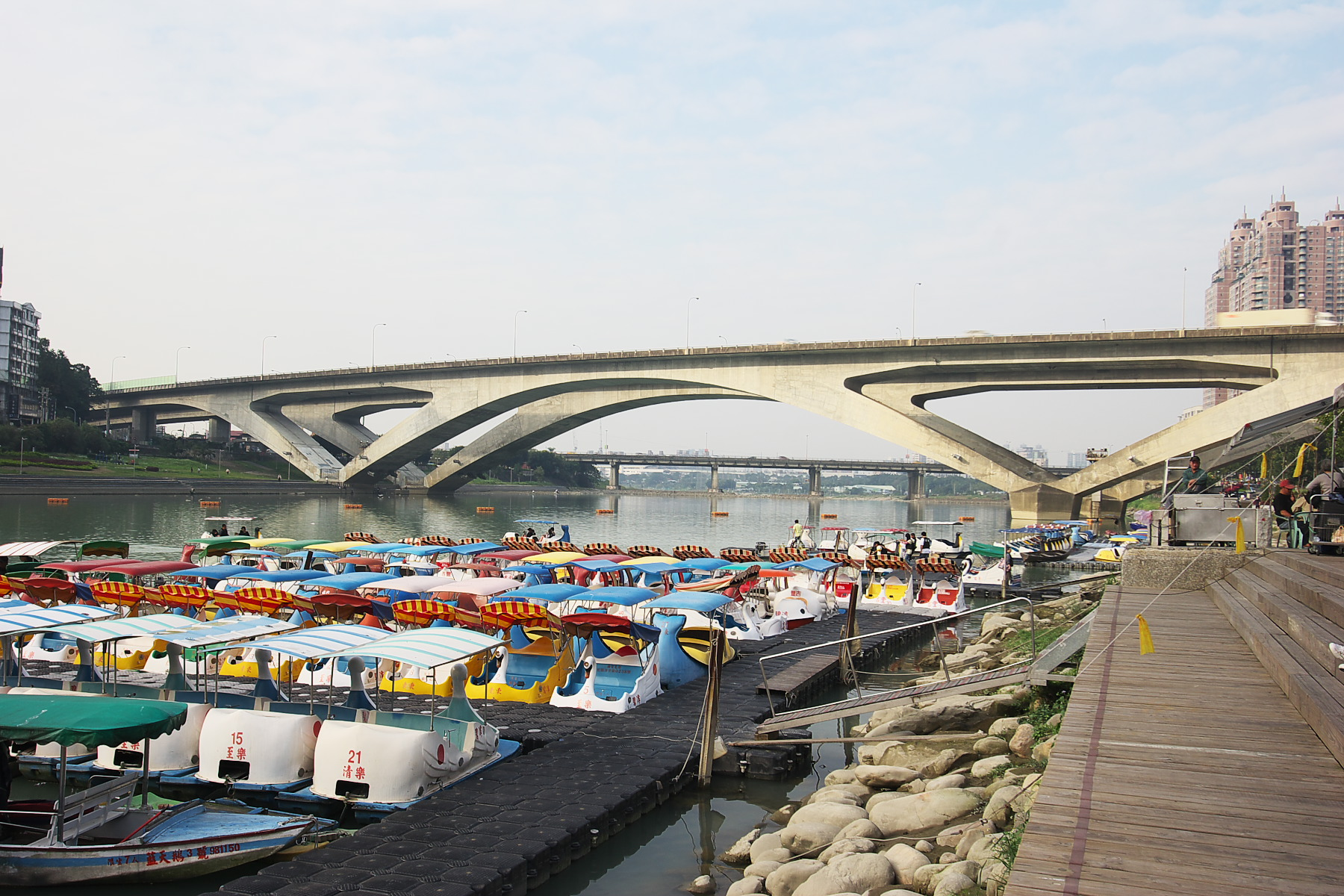
포르모자 고속공로의 비탄교

포르모자 고속공로(중국어 정체자: 福爾摩沙高速公路, 병음: Fúěrmóshā Gāosùgōnglù 푸얼모샤 가오쑤궁루[*], 포모사 고속공로)는 타이완의 지룽시~핑둥 현을 지나는 총연장 431.5km의 고속도로로, 행정명칭은 "국도 3호", 통칭은 "제2고속공로"이다. 행정명칭과 통칭의 숫자가 달라 많은 혼란을 빚었기 때문에 2004년 11월 1일부터 "포르모자 고속공로"를 사용하고 있다.
포르모자 고속공로는 1987년에 공사가 시작되어 1993년 11월에 투청~싼잉 구간이 먼저 개통되었고, 현재의 구간으로 완전히 개통된 것은 2004년 1월 11일이었다.
포르모자 고속공로는 지룽시 안러 구를 시작으로 신베이시, 타이베이시, 타오위안시, 신주 현, 신주 시, 먀오리 현, 타이중시, 장화 현, 난터우 현, 윈린 현, 자이 현, 자이 시, 타이난시, 가오슝시를 통해 핑둥 현 둥간 진까지 다다른다. 본선 이외에 보조 노선으로 타이완 국도 제3호선 (갑)이 있다.
제한 속도는 중허 이북 구간은 90km/h, 중허~투청 구간은 100km/h, 투청 이남 구간은 110km/h이다. 나들목은 총 53개, 분기점은 13개, 휴게소는 7대, 터널은 14개가 있다. 이전에는 톨게이트가 11개 있었으나 현재는 폐지되었다.

## 연혁
- 1987년 : 공사 착공
- 1993년 1월 : 투청 ~ 싼잉 구간 개통
- 1993년 7월 : 관시 ~ 신주 구간 개통
- 1993년 8월 : 중허 ~ 신주 구간 개통
- 1996년 2월 : 신주분기점 ~ 샹산 구간 개통
- 1996년 3월 : 석지 ~ 목책 구간 (타이페이 연락 도로 개통)
- 1997년 8월 : 목책 ~ 중허 구간 개통
- 2000년 2월 : 신화 ~ 구여 구간 개통
- 2000년 8월 : 기륭 ~ 석지분기점 구간 개통 (국도 제3호선 북부（기륭~샹산）전 구간 개통)
- 2001년 12월 : 두륙 ~ 신화 구간, 샹산 ~ 죽남 구간 개통
- 2002년 5월 : 죽남 ~ 후룡 구간 개통
- 2002년 6월 : 초둔 ~ 두륙 구간 개통
- 2002년 10월 : 중항분기점 ~ 용정 구간 개통
- 2003년 1월 : 후룡 ~ 중항분기점 구간, 쾌관 ~ 초둔 구간 개통
- 2003년 4월 : 중허 ~ 투청 구간의 속도제한을 100Km/h로 개정, 투청 이남 구간의 속도제한을 110Km/h로 개정.
- 2003년 9월 : 구여 ~ 인락 구간 개통
- 2004년 1월 10일 : 인락 ~ 임변 구간 개통
- 2004년 1월 11일 : 용정 ~ 쾌관 구간 개통 (국도 제3호선 전 구간 개통)
- 2004년 11월 1일 : 국도 제3호선 구간 명칭을 "포르모자 고속공로"로 결정
- 2006년 2월 10일 : ETC시스템 도입
- 2013년 12월 30일 : 기존의 요금소를 전면 폐지
- 2014년 3월 25일 : 난터우 나들목 개통
- 2014년 7월 19일 : 류잉 나들목 개통